# موزه باستان‌شناسی قلعه

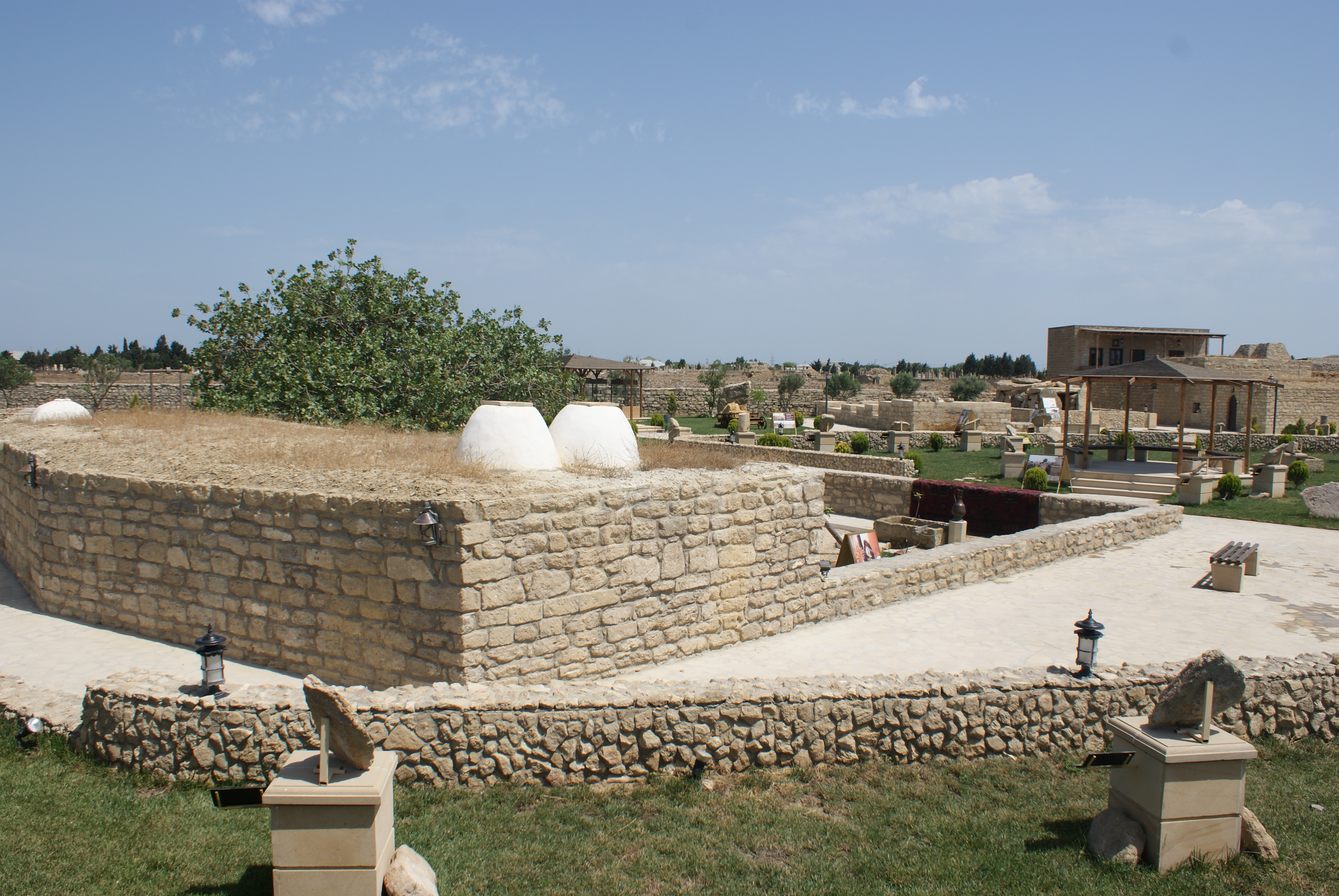
موزه باستان‌شناسی قلعه

موزه باستان‌شناسی قلعه در روستایی، در اطراف باکو قرار دارد که در سال ۲۰۰۸ از سوی بنیاد خیریه حیدر علی اف تأسیس شده‌است. مراسم افتتاحیهٔ این موزه در ۱۰ اکتبر سال با حضور ۲۰۰۸ «الهام الی اف» رئیس جمهوری آذربایجان و «مهربان علیوا» همسر ایشان برگزار شده است.
در این مجتمع موزه سنگ‌نگاره‌ها، سرامیک، لوازم خانگی و تزئینی، اسلحه و سکه‌ها، باقی مانده‌های محل‌های مسکونی باستانی و غیره… که در شبه جزیره آبشوران پیدا شده و به قرون ۳–۲ قبل از میلاد تعلق دارند، به نمایش گذاشته شده‌اند. قصر قلعهٔ متعلق به قرون ۱۰-۱۴ که یکی از ساختمان‌های دخیل این مجموعه می‌باشد، عبارت از یک قله و استحکام است. این قله منتسب به قرون۱۰–۱۴، ارتفاعی حدود ۱۳٫۸ متری دارد که، به منظور دفاع مورد استفاده واقع می‌شده‌است. در استحکام باقی مانده از قرون ۱۶-۱۸، سکه‌های طلایی، بازوبندهای زرین و نمونه‌های کاشیکاری منسوب به قرون ۱۰-۱۶ به نمایش گذاشته شده‌اند.
در داخل این مکان باستانی سه موزه مختلف وجود دارند که، عبارتند از موزه باستان‌شناسی و قوم‌شناسی (روباز)، موزه قلعه (نیمه روباز) و موزه عتیقجات. در قلمروی این مکان باستانی، وسایل نقلیه به علت بزرگی مساحت موزه‌ها به بازدیدکنندگان ارائه می‌شود.

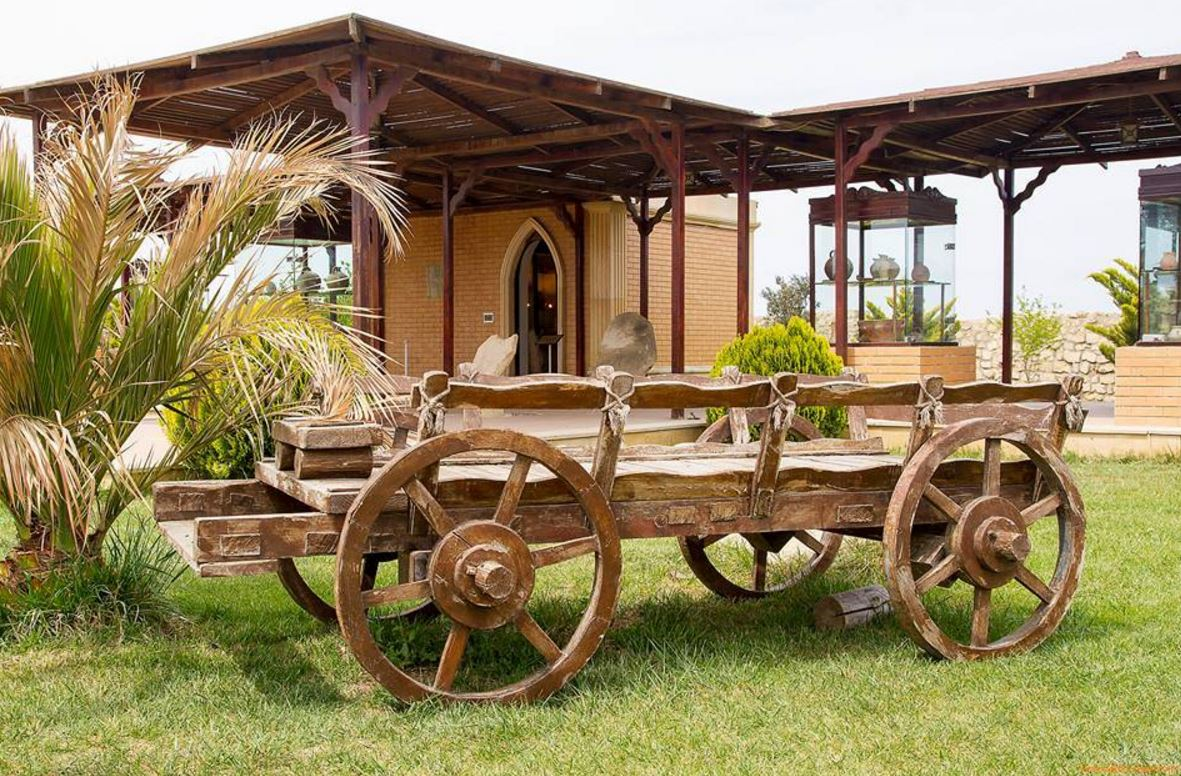
عکسی دیگر از موزه باستان‌شناسی قلعه

پهنه ۱.۵ هکتار موزه به اشیاء نمایشی همچون سنگ‌نگاره‌ها، ظروف سفالین، وسایل خانگی، جواهرات، اسلحه‌ها و سکه‌های منسوب به دوران باستان آذربایجان در خود جای می‌دهد. 
در موزه بیش از ۲۰۰۰ اثر باستان‌شناختی و معماری مثل تپه‌ها، باقی‌مانده‌های شهرک‌های باستانی و قبرهای متعلق به هزاران سال پیش وجود دارد. در محوطه موزه یک تنور منتسب به قرن ۱۸، دو گذرگاه زیرزمینی متعلق به قرن‌های ۱۰ و ۱۵ موجود می‌باشد. علاوه بر این، می‌توان از آثار باستانی مورد حفاظت در موزه به خانه‌های قدیمی، چادرهای قابل حمل تهیه شده از چرم حیوانات، خانه‌های سنگی و کاهی دارای گنبد، کارگاه‌های سفالگری و آهنگری و ماشین خرمن کوب اشاره کرد. همهٔ اینها قابل لمس و عکس برداری می‌باشند.